# Jakob Deibl
Jakob Helmut Deibl OSB (* 1978 in Scheibbs) ist ein österreichischer römisch-katholischer Theologe, Philosoph und Hochschullehrer.

## Leben
Jakob Helmut Deibl wuchs in Melk auf und trat 1996 in das Benediktinerstift Melk ein. Er studierte Katholische Fachtheologie und selbstständige Religionspädagogik an den Universitäten Salzburg und Wien. Nach Abschluss seines Diplomstudiums 2004 promovierte er 2009 an der Universität Wien mit einer Arbeit zum Thema Menschwerdung und Schwächung. Annäherung an ein Gespräch mit Gianni Vattimo. 2018 folgte seine Habilitation im Fach Fundamentaltheologie mit der Schrift Abschied und Offenbarung. Eine poetisch-theologische Kritik am Motiv der Totalität ausgehend von Hölderlins Dichtung.
Seit 2019 ist Deibl Assistenzprofessor (Tenure-Track) für den Bereich "Religion und Ästhetik" an der Katholisch-Theologischen Fakultät der Universität Wien. Zudem ist er Mitglied und Forschender am Forschungszentrums Religion and Transformation in Contemporary Society (RaT). Gastprofessuren und Lehraufträge führten ihn an die Università degli studi di Bari Aldo Moro (2021), die Universität Regensburg (2023–2024) und das Pontificio Ateneo Sant’Anselmo in Rom (seit 2018).
Seine Forschungsschwerpunkte liegen im Bereich der Fundamentaltheologie, Religionsphilosophie, Ästhetik, der Literatur- und Kulturtheologie sowie insbesondere der Interpretation des Werkes von Friedrich Hölderlin.
Deibl ist derzeit auch Prior des Benediktinerstiftes Melk.

## Schriften (Auswahl)

### Monografien
- Abschied und Offenbarung. Eine poetisch-theologische Kritik am Motiv der Totalität im Ausgang von Hölderlin. Berlin: J.B. Metzler 2019.
- Fehl und Wiederkehr der heiligen Namen. Anachronistische Zeitgenossenschaft Hölderlins. Regensburg: Pustet 2018.
- Menschwerdung und Schwächung. Annäherung an ein Gespräch mit Gianni Vattimo. Göttingen: Vandenhoeck & Ruprecht 2013.

### Herausgeberschaften
- Transformation of Religion. Interdisciplinary Perspectives (gem. mit Christian Danz). Paderborn: Brill/Schöningh 2023.
- Barmherzigkeit und zärtliche Liebe. Das theologische Programm von Papst Franziskus (gem. mit Kurt Appel). Freiburg: Herder 2016.

### Aufsätze
- „Speaking of God in the Realm of Aesthetics: Religion in Hölderlin“. In: Religions 14 (2023).
- „Religion als Moment der Transformation. Ein Beitrag zu Hegels ‚Enzyklopädie‘ von 1827“. In: Violetta L. Waibel u. a. (Hg.): Metaphysik des Konkreten und der Geschichtlichkeit. Hamburg 2024.
- „Die vielen Stimmen von Babel. Anmerkungen zu Genesis 11 und Mauricios Kagels Komposition Der Turm zu Babel“. In: Violetta L. Waibel u. a. (Hg.): Stimme Ausdruck Philosophie. München 2024.

## Mitgliedschaften
- Hölderlin-Gesellschaft
- European Academy of Religion
- Deutsche Gesellschaft für Religionsphilosophie
- Jazzclub Melk